# Dumesd

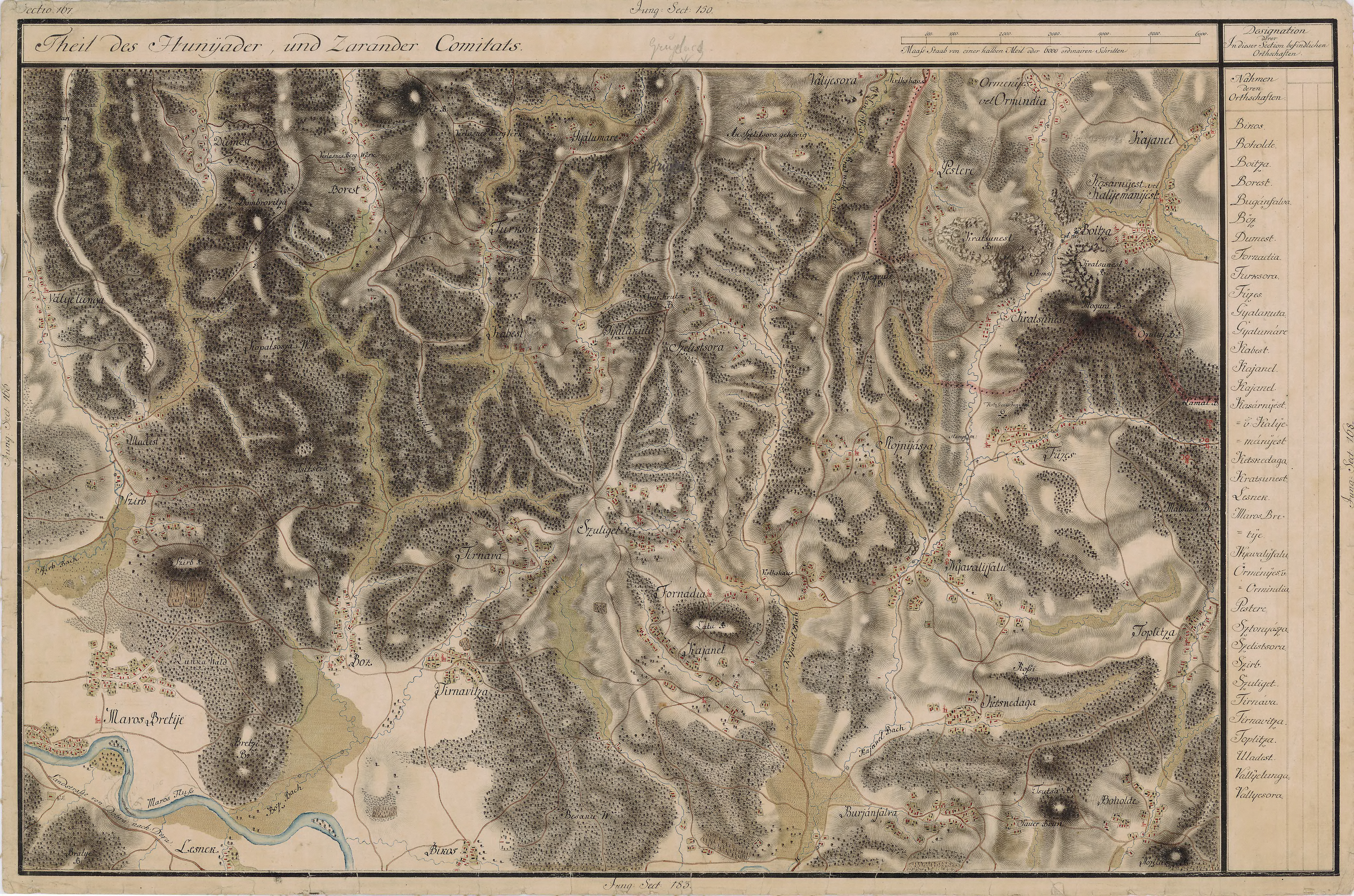
Dumesd egy régi térképen

Dumesd románul: Dumești, falu Romániában, Erdélyben, Hunyad megyében.

## Fekvése
Illyétől északkeletre, Baresd mellett a hegyekben fekvő település.

## Története
Nevét 1482-ben említette először oklevél p. Domws néven. 1519-ben p. Dwmesd, 1733-ban Dumest, 1750-ben Dumesti, 1805-ben Dumesd, 1808-ban Dorndorf, Dumesdu, 1913-ban Dumesd néven írták.
1519-ben p. Dwmesd néven a Barancskaiak birtoka volt.
A trianoni békeszerződés előtt Hunyad vármegye Marosillyei járásához tartozott.